# Königreich der Himmel
Königreich der Himmel ist ein von Ridley Scott inszenierter Monumentalfilm aus dem Jahr 2005. Er erzählt die Geschichte des jungen Schmiedes Balian und basiert frei auf der Geschichte des historischen Balian von Ibelin in der Zeit von 1184 bis 1187.

## Handlung
Im Frankreich des 12. Jahrhunderts trauert der junge Schmied Balian um seine Frau, die nach dem Tod ihres Kindes Selbstmord begangen hat.
Der Kreuzritter Godfrey von Ibelin kommt mit seinen Gefolgsleuten in Balians Dorf. Er ist der jüngere, kinderlose Bruder des Landesherrn. Bevor er seine Reise nach Jerusalem fortsetzt, besucht er Balian. Godfrey erklärt, dass Balian sein unehelicher Sohn sei, und will ihn mit ins Heilige Land nehmen. Balian lehnt ab und lässt die Kreuzritter ziehen.
Der Priester, der Balians jüngerer Bruder ist und seine Frau bestattete, erscheint in Balians Schmiede, um ihn zum Fortreisen zu bewegen. Nur dort könne er die Qualen seiner Frau lindern, da sie als Selbstmörderin in der Hölle landete. Als der Priester ihm offenbart, seine Frau sei bei ihrer Bestattung enthauptet worden, und Balian am Hals des Priesters die Kette seiner Frau sieht, rammt er ihm ein glühendes Schwert in den Leib und stößt ihn ins Schmiedefeuer. Balian nimmt die Kette an sich und der Priester stirbt in der brennenden Schmiede.
Balian flüchtet aus dem Dorf und schließt sich Godfrey an. Während sie rasten, holt ein Trupp Soldaten sie ein und fordert die Herausgabe Balians. Als Godfrey die Forderung ablehnt, greifen weitere Soldaten aus dem Hinterhalt an. Godfreys Gefolge besiegt die Angreifer zwar, doch auch sie erleiden Verluste und Godfrey wird verwundet. Sie erreichen Messina, wo Godfrey an einer Wundinfektion stirbt. Zuvor reicht er seinen Titel als Baron von Ibelin an seinen Sohn weiter und schlägt diesen zum Ritter. In Messina trifft Balian zum ersten Mal den arroganten Tempelritter Guy de Lusignan, Anwärter auf den Thron von Jerusalem, der Balian aufgrund seiner Herkunft zutiefst verachtet.
Bei der folgenden Seereise erleidet Balian Schiffbruch, wird aber an die Küste des Heiligen Landes geschwemmt. In der Wüste begegnen ihm zwei muslimische Edelmänner, die ihm sein Pferd streitig machen. Balian tötet den angreifenden syrischen Adeligen Mohammed al-Fayez und verschont den anderen Sarazenen, der sich als Diener des Adeligen bezeichnet. Der Überlebende, nach eigener Auffassung nun Sklave, führt Balian nach Jerusalem. Dort schenkt Balian ihm die Freiheit und auch das Pferd. Sein Begleiter ist darüber verwundert, da dieser nach landesüblicher Sitte auf Ehr verpflichtet war, ihm zu dienen, auch als Sklave, hätte Balian dies gewünscht. Er nimmt das Pferd an und verspricht, dass man seinen Namen unter seinen Feinden kennen wird. Später stellt sich heraus, dass der Überlebende, Imad ad-Din al-Isfahani, ein Zögling von Saladin ist.
Balian verbringt eine Nacht auf dem Berg Golgota, dem Ort der Kreuzigung Jesu, in Trauer um seine Frau. Am nächsten Morgen vergräbt er ihr Kreuz und steigt hinab in die Straßen Jerusalems.
Auf einem Basar trifft er auf eine Gruppe Kreuzritter, Soldaten von Godfrey. Der Ritter Almaric erkennt in ihm den Sohn von Godfrey und geleitet ihn in seinen Palast. Hier besucht ihn das erste Mal Sybilla, Schwester des Königs und zukünftige Frau von Guy de Lusignan.
Der Hospitaliter, der Godfrey bereits nach Frankreich begleitet hatte, bringt Balian zu Tiberias, Jerusalems Statthalter und engem Freund Godfreys. Tiberias ist ein treuer Anhänger seines Königs, empfindet aber auch Bewunderung für Saladin und glaubt, dass dieser und Balduin zusammen eine bessere Welt erschaffen könnten. Tiberias lädt Balian an die Tafel des Königs ein.
Dort trifft er Sybilla wieder sowie Guy, der nur Spott und Hohn für ihn übrig hat. Nach dem Mahl hat Balian eine Audienz bei König Balduin IV. Obwohl dieser an Lepra leidet, erweist er sich als weitsichtiger und friedvoller Herrscher. Die beiden führen ein Gespräch über Balians Vater, der ein Lehrer Balduins war und als Erster seine Lepraerkrankung erkannte, und über das Gewissen eines Ritters. Am Ende des Gesprächs schwört Balian dem König Treue und nimmt seinen Auftrag entgegen, die Pilger und das Volk Jerusalems zu beschützen.
Anschließend reist Balian nach Ibelin, um das Erbe seines Vaters anzutreten. Er nimmt sich der kargen Ländereien an, in denen Anhänger verschiedener Religionen friedlich nebeneinander leben. Als erste Maßnahme lässt er Bewässerungsanlagen für die Felder bauen, um die Lebensumstände seiner Bauern zu verbessern. Hier bekommt Balian abermals Besuch von Sybilla und die beiden beginnen eine Affäre.
Derweil hat Balduin Mühe, Frieden mit den muslimischen Nachbarn zu halten. Dabei kommt es ständig zu innenpolitischen Auseinandersetzungen mit dem Templerorden, der einen Krieg provozieren will. Immer wieder überfällt der Tempelritter Rainald de Chatillon mit seinen Soldaten arabische Karawanen mit heimlicher Billigung und auch persönlicher Unterstützung von Guy de Lusignan. Der junge, leprakranke König von Jerusalem bemüht sich um Schadensbegrenzung und setzt auf Diplomatie, da ein Krieg gegen die Armee des Sarazenenherrschers Saladin das Ende des Königreiches Jerusalem wäre.
Währenddessen überfallen Guy und Rainald eine Sarazenenkarawane und bringen so Saladin dazu, mit seiner Armee vor Rainalds Festung Karak zu marschieren. Dies zwingt Balduin wiederum, mit seiner Armee Saladin entgegenzuziehen, trotz seiner schweren Krankheit. Bevor das Heer Jerusalems die Festung erreicht, trifft Balian mit seinen Männern dort ein und stellt eine sarazenische Vorhut zum Kampf, um zu verhindern, dass diese Zivilisten angreift. Dort trifft Balian Imad ad-Din wieder. Noch bevor Saladin einen Angriff befehlen kann, wird ihm die Nachricht überbracht, dass „Jerusalem“, in Verkörperung von Balduin und dem vereinten Heer der Kreuzfahrerstaaten, eintrifft. Der König erreicht, dass Saladin kampflos abzieht, indem er verspricht, Rainald zu bestrafen. Anschließend zwingt er Rainald dazu, seiner von Lepra gezeichneten Hand den Friedenskuss zu geben, schlägt ihn mehrfach und lässt ihn in den Kerker werfen.
Die Reise hat den König stark geschwächt und er wird bald sterben. Darum will er Balian mit Sybilla vermählen, um ihn zum König zu krönen. Guy de Lusignan würde wegen Hochverrats hingerichtet werden, da er sich mit Sicherheit weigern würde, Balian Treue zu schwören. Balian lehnt jedoch ab, weil ein solches Vorgehen seinen Idealen eines Ritters widerspräche. Der König nimmt die Antwort überrascht an, akzeptiert diese aber, da Balian die Worte Godfreys zitiert.
Balduin stirbt kurze Zeit später. (Im Director’s Cut wird Sybillas junger Sohn neuer König, sie seine Regentin. Nachdem sie bemerkt, dass auch er an Lepra leidet, vergiftet sie ihn, um ihm den Leidensweg zu ersparen.)
Bald darauf krönt Sybilla widerwillig ihren Mann Guy, der Balian ohne ihr Wissen durch Kreuzritter töten lassen wollte, was allerdings misslang. Guy begnadigt Rainald, damit er seine Überfälle auf sarazenische Karawanen fortführen kann. Bei einem Raubzug tötet Rainald die Schwester Saladins und es kommt zum Krieg. Im festen Glauben, dass eine Armee unter dem Kreuz Christi, der mächtigsten christlichen Reliquie, nicht besiegt werden kann, ziehen Jerusalems Soldaten in die Wüste, der sarazenischen Armee entgegen. Lediglich Balian und Tiberias bleiben mit ihren Soldaten zurück.
Die durch Hitze und Wassermangel völlig ausgezehrte Armee Jerusalems wird in der Schlacht bei Hattin vollständig aufgerieben. Saladins Soldaten enthaupten nahezu alle Gefangenen. Die Hinrichtung Rainalds vollzieht Saladin persönlich. Guy wurde von Saladin verschont, da ein König einen anderen nicht tötet. Als Balian und Tiberias das Schlachtfeld erkunden, entschließt sich Tiberias, mit seinem Gefolge nach Zypern zu gehen.
Balian bleibt zurück, um die Verteidigung Jerusalems zu organisieren. Sein Ziel ist, Saladin so lange aufzuhalten, bis er ihm Bedingungen stellen kann. Während der Belagerung schlagen die Verteidiger Jerusalems Angriff um Angriff zurück und fügen Saladins Armee schwere Verluste zu. Dieser hält seinem Zögling vor, dass dieser Balian besser hätte umbringen sollen. Als sogar der Fall der Mauer nicht zur Einnahme Jerusalems führt, möchte Saladin verhandeln. Balian gibt Jerusalem auf. Im Gegenzug erhält die Bevölkerung freien Abzug in christliches Territorium. Als Balian Saladin fragt, was Jerusalem wert wäre, so antwortet dieser zuerst mit „Nichts!“, geht ein Stück und fügt dann „Alles!“ hinzu.
Von Imad ad-Din al-Isfahani bekommt Balian das Pferd überlassen, das er ihm einst in Jerusalem gegeben hatte. Anschließend kehrt Balian zusammen mit Sybilla nach Frankreich zurück.
Einige Zeit später reitet der englische König Richard Löwenherz durch Balians Dorf. Er fragt nach Balian, Verteidiger Jerusalems, den er für die Rückeroberung Jerusalems gewinnen will. Ohne sich unter seinem eigentlichen Namen zu erkennen zu geben, beharrt Balian darauf, er sei lediglich ein einfacher Hufschmied, worauf die Truppe Richards weiterzieht. Schließlich reiten Balian und Sybilla aus dem Dorf dem Horizont entgegen.

## Historischer Hintergrund

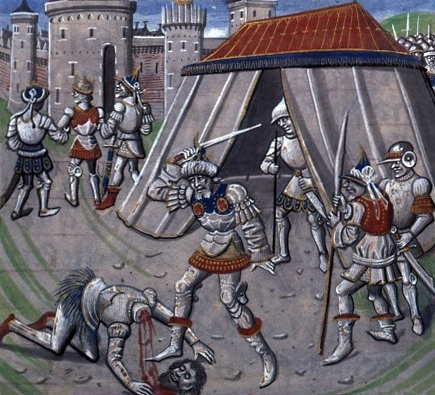
Die Enthauptung des Renaud de Châtillon (Darstellung aus einer im 15. Jahrhundert gefertigten Ausgabe der Historia des Wilhelm von Tyrus)

Die Handlung beruht nur sehr lose auf der Biografie Balians des Jüngeren (1140er Jahre bis 1193) und spielt zwischen dem Zweiten (1147–1149) und Dritten Kreuzzug (1189–1192). Einzelne Motive, wie die Szene im Zelt Saladins nach der Schlacht bei den Hörnern von Hattin, sind zeitgenössischen Berichten entnommen. Der Tod Renaud de Châtillons geht auf die historische Darstellung des Augenzeugen Imad ad-Din al-Asfahani zurück, entspricht in seiner Darstellung der von Steven Runcimans Geschichte der Kreuzzüge, wobei die Bedeutung der Darreichung eines Trunkes durch Salah ad-Din für das weitere Schicksal des Gefangenen im Film nicht näher erläutert wird. Die Szene selbst entspricht zudem Bilddarstellungen aus der Historia des Wilhelm von Tyrus.
Zugleich gibt es jedoch zahlreiche historische Ungenauigkeiten. Historiker wie Jonathan Riley-Smith kritisierten die Handlung als falsch und unsinnig. Zwar existierten die Hauptfiguren, wie etwa der leprakranke Monarch Balduin IV., der Thronfolger Guy de Lusignan und seine Gemahlin Sibylle oder der Unruhestifter Renaud de Châtillon, aber die wahren Sachverhalte unterscheiden sich von den im Film gezeigten. Beispielsweise hat Saladin (1137/1138–1193) zwar nach der Kapitulation Jerusalems ein Massaker verhindert, forderte dafür aber finanzielle Entschädigungen für einen freien Abzug der Christen. Wer diese nicht aufbringen konnte, geriet in die Sklaverei. Die von Guy de Lusignan vorgenommenen Überfälle auf Beduinenkarawanen im Herbst 1184 sind zwar historisch belegt, aber nach Historikern wie Steven Runciman waren Ursachen hierfür wirtschaftliche Interessen, da die Beduinen Abgaben an den König, nicht aber an Guy zahlten. Im Film hingegen begeht Guy die Verbrechen, um Saladin zu einem Krieg zu provozieren. Der Statthalter Tiberias dagegen ist eine fiktive Person, angelehnt an Raimund III., Graf von Tripolis.
Auch die Rolle des Tempelritterordens (Pauperes commilitones Christi templique Salomonici Hierosalemitanis) wird im Film falsch dargestellt, da weder der historische Renaud de Châtillon noch Guy de Lusignan dem mönchischen Orden der Tempelritter angehörten. Ferner spielen die Tempelritter im Film eine sehr weltliche, rücksichtslose und bösartige Rolle, die mit den eigentlich sehr hohen Idealen des historischen Templerordens nicht vereinbar ist. Auch die von den Templern im Film getragenen Zeichen und Farben entsprechen nicht den historischen. Allerdings hat ihr Großmeister Gérard de Ridefort durch sein parteiisches und wenig konstruktives Verhalten zum Verlust des Königreichs Jerusalem 1187 beigetragen. Gemessen an anderen Filmen, stellt dieser den ritterlichen Alltag im mittelalterlichen Frankreich und Königreich Jerusalem deutlich realistischer dar.

## Produktion

### Spezialeffekte
Die Spezialeffekte wurden von der britischen Moving Picture Company (MPC) erstellt. Für die Gruppensimulation wurde das Programm „Alice“ genutzt.

### Musik
Der Film markierte die erste Zusammenarbeit von Ridley Scott mit dem Komponisten Harry Gregson-Williams. Wie schon in früheren Filmen beließ Ridley Scott an einigen Stellen die für den Schnitt verwendete vorläufige Musikspur. So hört man zu einigen besonders dramatischen Szenen Passagen aus der von Jerry Goldsmith stammenden Musik zu Der 13te Krieger sowie die Arie Vide Cor Meum, die Patrick Cassidy ursprünglich für den Film Hannibal komponiert hatte. In einer weiteren Filmsequenz bedient sich Scott der Filmmusik, die Graeme Revell für The Crow – Die Krähe geschrieben hat. Bei der Hinrichtung Rainald de Chatillons erklingt der Choral Befiehl du deine Wege aus Johann Sebastian Bachs Matthäus-Passion. Zudem wird während der Übergabe Jerusalems an Saladin Marco Beltramis Family Feud aus Blade II gespielt. Für die Liebesszene zwischen Balian und Sybilla bediente man sich des Songs Saa Magni der westafrikanischen Musikerin Oumou Sangaré.

### Synchronisation
Die deutsche Fassung wurde von der Interopa Film GmbH Berlin erstellt. Die Dialogbuch und -regie übernahm Simon Jäger.
| Rollenname                 | Darsteller            | Synchronsprecher   |
| -------------------------- | --------------------- | ------------------ |
| Balian von Ibelin          | Orlando Bloom         | Philipp Moog       |
| Sybilla                    | Eva Green             | Tanja Geke         |
| Tiberias                   | Jeremy Irons          | Thomas Fritsch     |
| Guido von Lusignan         | Marton Csokas         | Erich Räuker       |
| Rainald von Chatillon      | Brendan Gleeson       | Roland Hemmo       |
| Godfrey von Ibelin         | Liam Neeson           | Bernd Rumpf        |
| Saladin                    | Ghassan Massoud       | Axel Lutter        |
| Almaric                    | Velibor Topić         | Tobias Kluckert    |
| Imad ad-Din al-Isfahani    | Alexander Siddig      | Mehmet Yilmaz      |
| König Balduin              | Edward Norton         | Jaron Löwenberg    |
| Patriarch von Jerusalem    | Jon Finch             | Ernst Meincke      |
| Hospitaliter               | David Thewlis         | Bodo Wolf          |
| Priester                   | Michael Sheen         | Marcus Off         |
| Dorf-Sheriff               | Nikolaj Coster-Waldau | David Nathan       |
| Englischer Sergeant        | Kevin McKidd          | Rainer Doering     |
| Richard Löwenherz          | Iain Glen             | Till Hagen         |
| Odo, deutscher Kreuzfahrer | Jouko Ahola           | Dennis Schmidt-Foß |

### Veröffentlichung
Premiere feierte der Film am 2. Mai 2005 in London. In Deutschland erschien er am 5. Mai 2005 in den Kinos.

### Unterschiede im Directors Cut
Es existiert ein Director’s Cut, der mit über 150 Unterschieden um 46:08 Minuten (inkl. Intermissions 50:31) länger ist als die Kinoversion:
- Die Begräbnisszene und das Gespräch zwischen dem Priester und dem Mönch wurde um 40 Sekunden verlängert, ein weiteres Gespräch mit dem Schatzmeister aus Godfreys Gefolge fällt darunter.
- Eine Rückblende von Balian zeigt seine Frau beim Pflanzen eines Baumes, darauf folgend holen zwei Ritter Balian ab.
- Godfrey und seine Gefolgschaft übernachten in der Burg seines Bruders. Hier erzählen sie beim Abendessen vom Leben im „Heiligen Land“.
- Es werden viele neue Aspekte über Balians Vergangenheit erwähnt: In jüngeren Jahren war er ein Günstling des Bischofs, später kämpfte er für seinen Landesherren in vielen Schlachten und konstruierte einige neue Kriegsmaschinen. Später ließ er sich als Hufschmied nieder, um ein friedliches Leben mit seiner Familie führen zu können. Diese Erzählungen erklären, warum ein scheinbar einfacher Schmied lesen und schreiben kann, Fremdsprachen beherrscht, über umfangreiche Kenntnisse in Geschichte und Religion verfügt, sich in gehobener Gesellschaft entsprechend zu benehmen weiß, ein Schwert meisterhaft zu führen vermag und in der Lage ist, die auch technisch äußerst anspruchsvolle Verteidigung Jerusalems vorzubereiten.
- Vollkommen neu sind einige Verwandtschaftsverhältnisse, die in der Kinofassung keinerlei Erwähnung finden: Der Priester ist Balians (Halb-)Bruder und der Dorf-Sheriff der Sohn des Landesherren, somit Godfreys Neffe.
- Insgesamt wird der Priester sehr viel bösartiger und fanatischer dargestellt: So verweigert er Balians Frau eine Messe zur Beerdigung (für welche Godfrey ihn jedoch bezahlt), lässt ihren Leichnam entgegen der klaren Order des Bischofs verstümmeln, er lügt sowohl seinen Herren, den Bischof, als auch seinen Bruder Balian zu seinen eigenen Gunsten an, denunziert letzteren im Dorf, wo er nur kann, provoziert und schlägt den trauernden Balian am Grab dessen Frau und beschwört ihn, sich Godfrey anzuschließen und das Dorf schnellstmöglich zu verlassen, womit Balians Besitztümer an ihn übergingen.
- An einigen Stellen unterscheiden sich die Synchronfassungen, teilweise sehr deutlich. So nennt beispielsweise der Sheriff Godfrey im Director’s Cut vor dem Kampf im Wald „Onkel“; in der Kinofassung bezeichnet er ihn an gleicher Stelle bei sonst identischem Wortlaut als „Edelmann“.
- Der Kampf im Wald ist weit länger als in der Kinoversion. Nach dem Kampf sieht man zudem die Hinrichtung eines Überlebenden.
- Die Szene am Hafen ist um eine Minute länger.
- Die Besichtigung Ibelins ist länger.
- Die Szene in Ibelin wurde verlängert, hier sagt Balian „Quod Sumus, Hoc Eritis. So wie wir sind, so werdet ihr sein“, bevor er weitergeht. Später liegt er zusammen mit Sybilla auf dem Lager, die Unterhaltung davor ist länger.
- Das Gespräch zwischen Balian und Sybilla wurde eingefügt, später reden Balian und der Hospitaliter miteinander.
- Sybillas junger Sohn wird in dieser Version das erste Mal gezeigt, dieser leidet an Lepra, er wird ebenfalls wie sein Onkel Balduin als Kind gekrönt.
- Die Gefängnisszene von Rainald ist etwas länger.
- Die Köpfungsszene von Rainald ist ebenfalls länger, aber auch blutiger.
- Der Totengräber, welcher zu Beginn des Films Balians Frau begrub, gehört zu den Verteidigern Jerusalems, wird von Balian erkannt und mit anderen einfachen Soldaten zum Ritter geschlagen.
- Balians Kampf mit Guy wurde neu eingefügt und die Übernahme der Kirche durch die Moslems erweitert.

Die FSK-Freigabe des Director’s Cut ist ab 16 Jahren.
Am 10. November 2005 erschien der Film auf DVD in einer Standard- und einer Special-Edition. Mit dem vier DVDs umfassenden Director’s Cut wurde am 4. September 2006 eine weitere Ausgabe veröffentlicht, die mehr als 46 Minuten zusätzliches Filmmaterial und weitere Dreingaben enthält. Der Director’s Cut erschien am 15. Januar 2007 auch auf Blu-ray. Der Film ist dort 189 Minuten lang und in 62 Kapitel gegliedert. Der Ton liegt bei dieser Disc auf Deutsch und Englisch als DTS-HD Master Audio 5.1 vor. Die Sonderausstattung besteht lediglich aus dem Kinotrailer des Films.

## Kritik
Der Film erhielt gemischte Kritiken. Das Lexikon des internationalen Films sieht einen „perfekt inszenierten Historienfilm“, der „Werte wie Toleranz und friedliche Koexistenz“ thematisiere und „viele nachdenklich stimmende Zwischentöne“ vermittele.
Der Filmspiegel bemängelt, trotz „der handwerklichen Virtuosität seines Regisseurs“ sei der „etwas leidenschaftslose Kreuzzugs-Ausschnitt zwischen banalem Action-Film und einem selten spürbaren, monumentalen Epos“ versandet. Katja Nicodemus von der Zeit schrieb, das ganze Genre beschäftige sich nicht mit seinen Vorlagen. So habe auch Scott sich „an der Historie verhoben“ und es fehle der „Blick auf eine Epoche, ihre historische Textur und ihre Figuren“. Stattdessen würden „im derzeitigen Schlachtenkino […] die Schauplätze, Epochen und Protagonisten zu reinen Platzhaltern“ für einen „Historienfilm, der episches Erzählen fortwährend mit einer Art visuellem Bodybuilding verwechsel[e].“
Vor allem lobten Kritiker die glänzende Besetzung der Nebenrollen. Jack Moore beschreibt Edward Nortons König Balduin als phänomenal. Die Darstellung sei so fern seiner bisherigen Rollen, dass die wahre Komplexität seines Talents deutlich werde. Ebenso erhielten Ghassan Massoud und Jeremy Irons gute Kritiken.
Im Laufe der Zeit befassten sich Kritiker ebenso mit Analysen im Kontext aktueller internationaler Ereignisse und religiöser Konflikte. So schreibt Marcus Stiglegger, „die komplexe und höchst politische Geschichte der Kreuzzüge [sei] eher selten Hintergrund für ein filmisches Historienspektakel gewesen“. Der Plot entspringe „aktuellen Überlegungen“ und der „Film forder[e] die Verständigung der verfeindeten Religionen gerade am Ort ihrer gemeinsamen Herkunft; er wahr[e] die Ehre des moslemischen Heerführers ebenso wie die des tragischen Balduin; schließlich [könne] man ihn als Appell verstehen, das spirituelle Ziel der Kreuzfahrt als einer läuternden Pilgerreise neu zu diskutieren.“
An den Kinokassen in Nordamerika war der Film ein Misserfolg, während er in Europa die Erwartungen finanziell besser erfüllte. In arabischen Ländern, vor allem Ägypten, war er ein voller Erfolg. Der Director’s Cut auf DVD wiederum erhielt sehr positive Kritiken.

## Edward Nortons Rolle im Film
Edward Norton stand ursprünglich aufgrund anderweitiger Verpflichtungen nicht für den Film zur Verfügung, sagte jedoch zu, nachdem Ridley Scott ihm versicherte, dass seine Drehzeit nur zwei Wochen dauern würde. Er gab in einem Interview mit der Zeitung The Guardian zu Protokoll, seine Mitwirkung am Film als Gelegenheit gesehen zu haben, einem Filmemacher wie Scott bei der Arbeit zuzusehen und wie dieser einen Film dieser Größenordnung entstehen ließ. Er verstand sich mehr als externer Beobachter, denn als vollwertiges Cast-Mitglied, weshalb er auf eigenen Wunsch hin nicht namentlich im Abspann erwähnt wurde, da dies die Erfahrung seiner Ansicht nach verdorben hätte. Norton ist im gesamten Film, bis auf eine kurze Einstellung, nur mit Maske zu sehen. In dieser ist er jedoch nicht zu erkennen, da sein Gesicht durch die Lepra-Krankheit entstellt ist. Er gab außerdem an, den fertigen Film nie gesehen zu haben, da er seiner Meinung nach durch Einmischung und letztlich massive Kürzung der Produzenten ruiniert worden wäre.

## Auszeichnungen
Europäischer Filmpreis 2005
- Audience Award Bester Darsteller für Orlando Bloom

Satellite Awards 2005
- Outstanding Original Score für Harry Gregson-Williams
- Nominierung in der Kategorie „Outstanding Actor in a Supporting Role, Drama“ für Edward Norton
- Nominierung in der Kategorie „Outstanding Art Direction & Production Design“ für Arthur Max
- Nominierung in der Kategorie „Outstanding Costume Design“ für Janty Yates
- Nominierung in der Kategorie „Outstanding Visual Effects“ für Tom Wood

VES Awards 2005
- Outstanding Supporting Visual Effects in a Motion Picture – Wes Sewell, Victoria Alonso, Tom Wood, and Gary Brozenich

Teen Choice Awards 2005
- Nominierung in der Kategorie „Choice Movie: Action“
- Nominierung in der Kategorie „Choice Movie Actor: Action/Thriller“ für Orlando Bloom
- Nominierung in der Kategorie „Choice Movie: Liplock“ für Eva Green und Orlando Bloom
- Nominierung in der Kategorie „Choice Movie: Love Scene“ für Eva Green und Orlando Bloom